# Hermann Isenmann
Hermann Isenmann (* 1908 in Ohlsbach, Baden; † 1991) war ein deutscher Bildhauer, Metallgießer und Restaurator.

## Leben

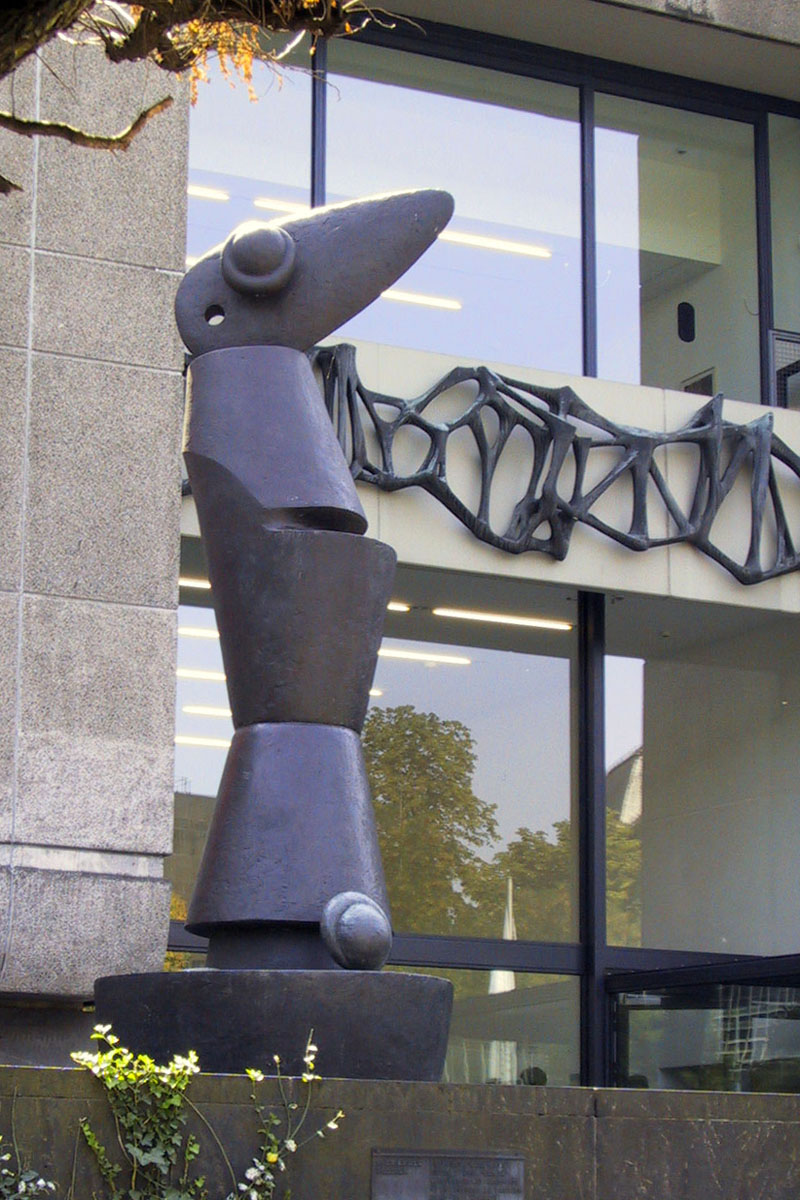
Habakuk, 3,95 m hohe Bronzestatue, von Isenmann bis 1971 ausgeführte Vergrößerung einer 1934 von Max Ernst geschaffenen, 52 cm hohen Gips-Statuette, Kunsthalle Düsseldorf, Grabbeplatz

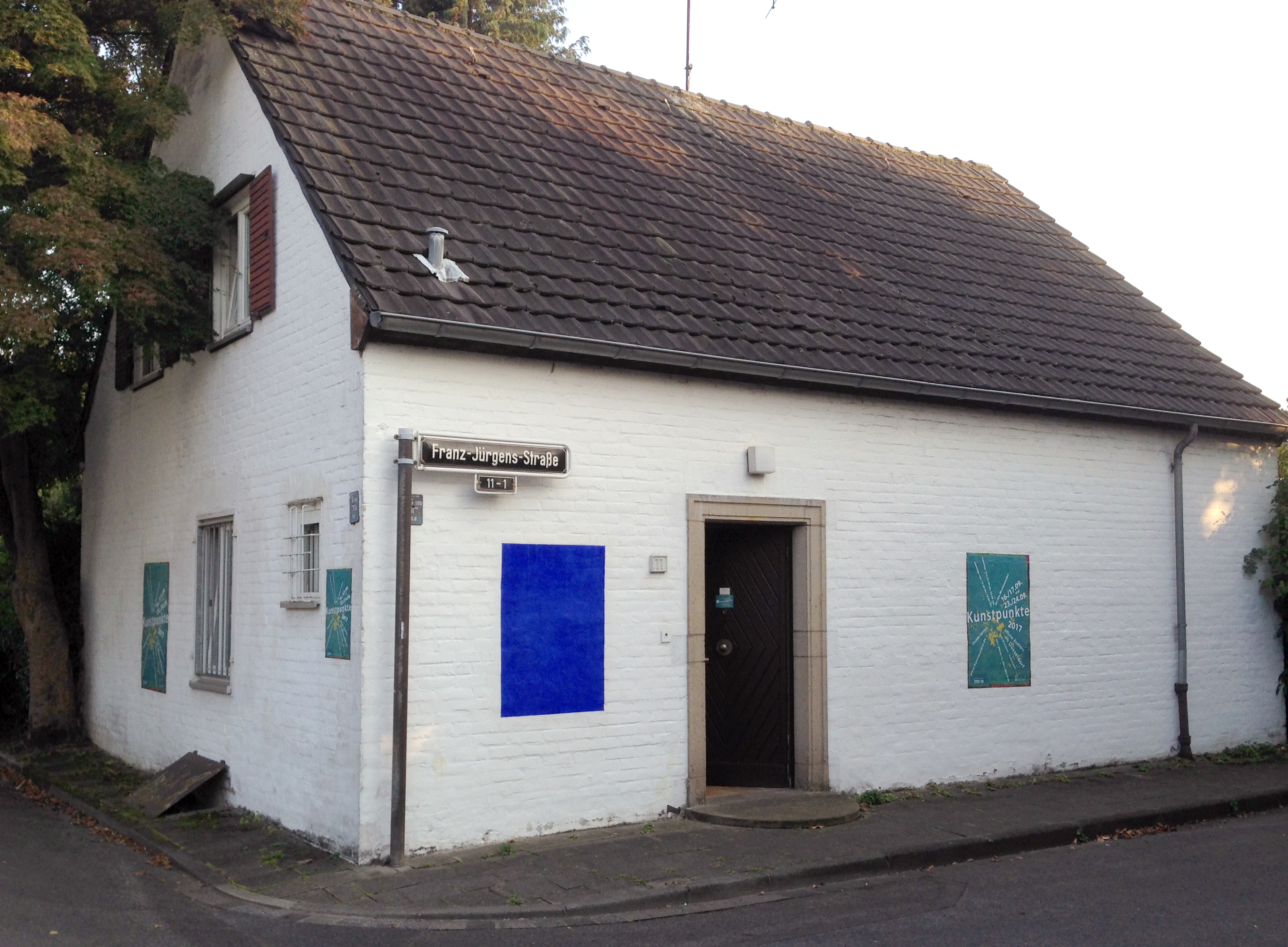
Wohnhaus von 1936 bis 1937: „Musterhaus für Künstler“, Franz-Jürgens-Straße 11, Düsseldorf-Golzheim

Isenmann studierte 1935/1936 an der Kunstakademie Düsseldorf Bildhauerei unter Alexander Zschokke. Mit seiner Ehefrau Theresia, geborene Happe, zog er 1936 in ein Musterhaus der Reichsausstellung Schaffendes Volk in der  Künstlersiedlung Golzheim, Franz-Jürgens-Straße 11, das er bis 1937 bewohnte. Helga, eine Tochter des Paares, heiratete 1956 den Bildhauer Heinz Gernot.
Von 1949 bis 1975 arbeitete Isenmann als künstlerisch-technischer Leiter der Gipswerkstatt der Kunstakademie Düsseldorf. Dort unterrichtete er angehende Bildhauer, insbesondere in den Techniken des Gipsgusses. Isenmann war als Restaurator und als Fachmann zur Anfertigung von Modellen für den künstlerischen Metallguss besonders anerkannt; um 1970 erhielt er den Auftrag, für den Kunstverein für die Rheinlande und Westfalen eine vergrößerte Fassung von Max Ernsts Figur Habakuk anzufertigen. Diese Arbeit war Teil einer Edition von zehn geplanten, schließlich aber nur vier realisierten Fassungen, die Ernst 1970 autorisiert hatte. Die Kosten für die Herstellung teilten sich der Kunstverein, Max Ernst und der Kunstsammler Wilhelm Hack.
Schüler von Isenmann waren Bernd Lohaus und Peter Hohberger.

## Werk (Auswahl)
- 1950: Jröne Jong, Restaurierung der 1900 von Joseph Hammerschmidt geschaffenen Figur aus Französischem Kalkstein, Runder Weiher, Hofgarten, Düsseldorf[9]
- 1954: Adam und Eva, zusammen mit Rudolf Christian Baisch, Restaurierung der 1894 entstandenen Figurengruppe von Peter Breuer, Florapark, Düsseldorf
- 1954: Adolph Kolping, Apostel der Familie, Figurengruppe aus Römischem Travertin, Kolpingplatz, Düsseldorf
- 1961: Die Knöchelspielerin, Figur aus Obernkirchener Sandstein als Replikat der 1926 entstandenen Erstanfertigung in Bronze von Bernhard Sopher, Rheingärtchen, Düsseldorf[10]
- 1970: Bärengruppe, Fertigstellung einer Betonplastik von Curt Beckmann, Rastplatz Sternenberg, Bundesautobahn 46, Wuppertal[11]
- 1970/1971: Habakuk, Vergrößerung einer 1934 geschaffenen Statuette von Max Ernst, die 1971 in der Kunstgießerei Herbert Schmäke gegossen und am Eingang der Kunsthalle Düsseldorf errichtet wurde[12]
- 1985: Sankt Peter, lebensgroße Sitzfigur in Bronze, katholische Pfarrkirche St. Peter, Bitburg[13]